# Alex Trochut
Alex Trochut (Barcelona, 1981) es un diseñador gráfico, ilustrador y tipógrafo español. Es nieto del tipógrafo Joan Trochut.

## Biografía
Alex Trochut se graduó en Diseño Gráfico en la escuela ELISAVA de Barcelona, comenzando su actividad profesional en Berlín, trabajando en los estudios Moniteurs y Xplicit, para posteriormente regresar a Barcelona y trabajar en el estudio de diseño Toormix a su llegada, y más tarde en el de Vasava, estableciéndose por su propia cuenta en 2007. 
Su obra se caracteriza por la importancia que otorga a la tipografía, convirtiéndola en un elemento de expresión gráfica, así como la variedad y cambios de técnica en cada proyecto, manteniendo en todos ellos como rasgos comunes la fusión entre geometría y formas fluidas. Su obra se ve influida por artistas mediterráneos como Pablo Picasso, Salvador Dalí o Joan Miró, así como por el arte geométrico del húngaro Victor Vasarely,
Ha realizado proyectos para Apple, Arctic Monkeys, Nike, The Rolling Stones, Adidas, Coca-Cola, British Airways, Pepsi, Starbucks o The Guardian.
En 2011 publicó el libro titulado More is More en el que se recogen todos los proyectos que ha realizado desde 2006 hasta ese momento.
En 2012 desarrolló el proyecto artístico conocido como Binary Prints, resultado de las investigaciones llevadas a cabo en el campo de la dualidad, para el que patentó una técnica que recibe el mismo nombre, mediante la que dos imágenes diferentes podían ser mostradas en una misma superficie, una con luz y otra con oscuridad. A través de dicha técnica, y en colaboración con artistas de música electrónica como James Murphy, John Talabot, Carbou, Damian Lazarus o Acid Pauli, entre otros, ilustró los carteles del festival Sónar en 2013.

## Reconocimientos
58th Grammy Awards Nomination
Best Recording Packaging
Communication Arts 2016 Award of Excellence
Typography Packaging
Communication Arts 2016 Award of Excellence
Unpublished
CLIO Silver 2015
Print Technique Illustration
CLIO Bronze 2015
Print Technique Art Direction
Kinsale Silver 2015
Print Campaign
Kinsale Bronze 2015
Poster
Bronze Cannes Lion 2015
Press Campaign
Creative Review Annual
Best in Book 2013
Premio Gràffica
2013
En 2013, Trochut recibió un premio Gráffica, siendo además premiados en la misma edición Álvaro Sobrino, América Sánchez, Andreu Balius, Astiberri, Atipo, Clara Montagut, Miguel Gallardo, Jaime Serra y No-Domain.
Laus
Bronce 2013
Laus
Or 2008
Illustrative Berlin
Nomination 2009
D&AD
in Book Award 2009
Certificate of Excellence
TDC 56 2009
Communication Arts Illustration
2008
ADC Young Gun
2008
Graphic Poster
Gold 2008
Certificate of Excellence
TDC 2005